# Evangelische Kirche Cappel

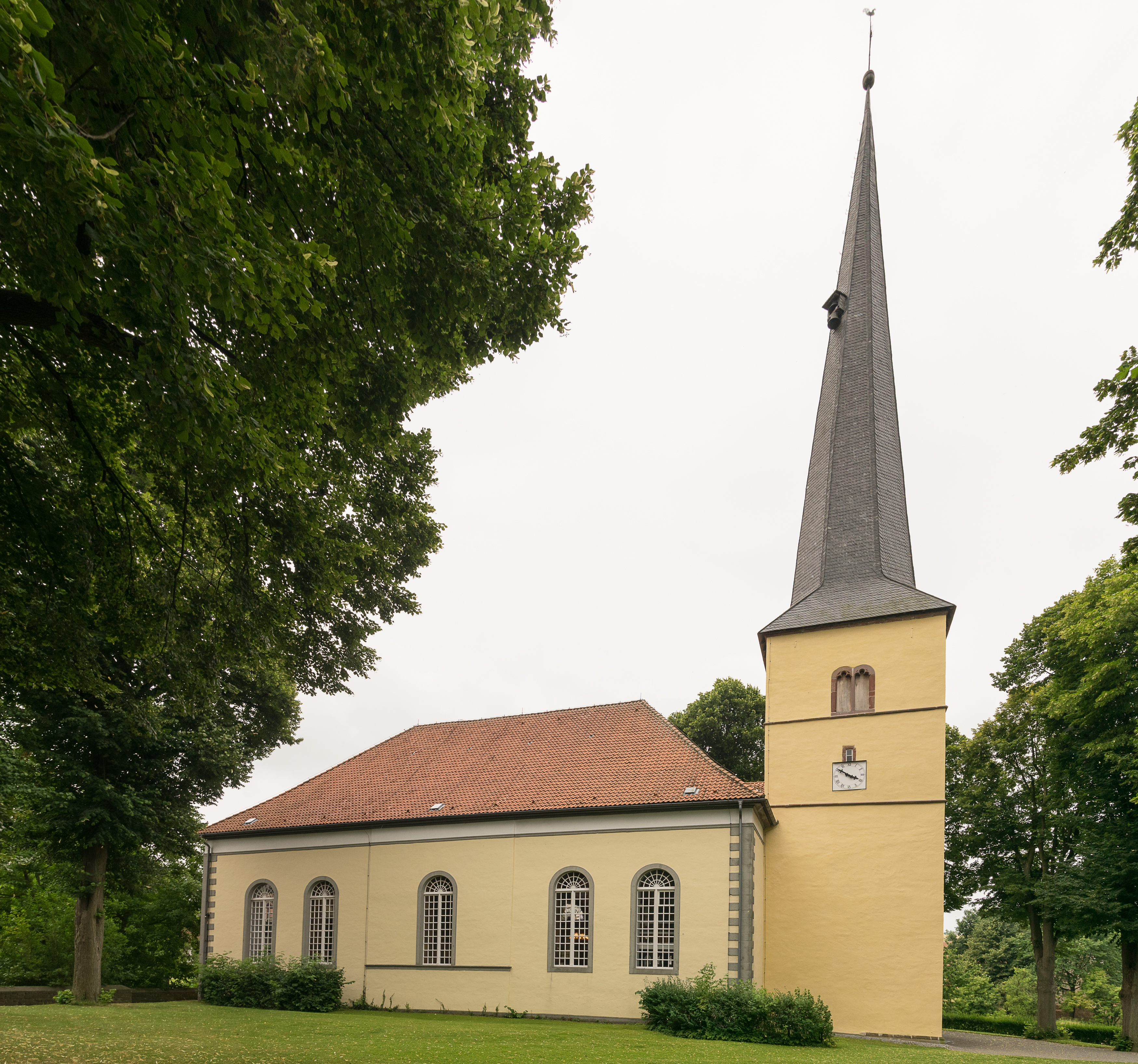
Nordseite der Kirche

Die Evangelische Kirche Cappel von 1828/29 ist ein evangelisch-reformierter Kirchenbau der Klasse Ost der Lippischen Landeskirche im Blomberger Ortsteil Cappel. Kirche und Kirchgrundstück sind seit dem 20. August 1985 als Baudenkmal in der Liste der Baudenkmäler in Blomberg geführt.

## Geschichte
Der Ortsname Cappel leitet sich ab von Kapelle, dies deutet darauf hin, dass an diesem Ort schon sehr früh ein Kirchengebäude stand. Eine erste urkundliche Erwähnung stammt aus dem Jahr 1231. Die Johannes dem Täufer geweihte Kirche gehörte zum Archidiakonat Steinheim im Bistum Paderborn.
Nachdem 1533 die Reformation in Lippe Einzug erhalten hatte, wurde am 19. August 1538 unter den Linden auf dem Landtag zu Cappel zwischen der Landesherrschaft und den Ständen zu Lippe eine lutherische Kirchenordnung beschlossen. Eine 2013 neben dem Turmportal angebrachte Gedenktafel erinnert an dieses Ereignis.
Ein Kirchenbau am heutigen Standort wurde im Dreißigjährigen Krieg 1636/37 zerstört, der Turm blieb zumindest teilweise erhalten. Der Neubau stürzte rund 190 Jahre später, am 22. Juli 1827 ein, wobei keine Personen zu Schaden kamen. Mit einem weiteren Neubau wurde der Bückeburger Landbaumeister Heinrich Julius Weissich (1794–1837) beauftragt, der die Kirche in der klassizistischen Bauweise gestaltete, die er beim Studium in Dresden kennengelernt hatte. Für Weissich war dies der einzige Sakralbau und für Lippe die einzige klassizistische Kirche. Im Giebel über dem Südportal weist die Jahreszahl 1828 auf die Fertigstellung des Rohbaus. Der Innenausbau erfolgte 1829, und am 6. Dezember 1829 wurde die Kirche durch Pastor Stivarius mit einem Gottesdienst eingeweiht.

## Architektur und Ausstattung

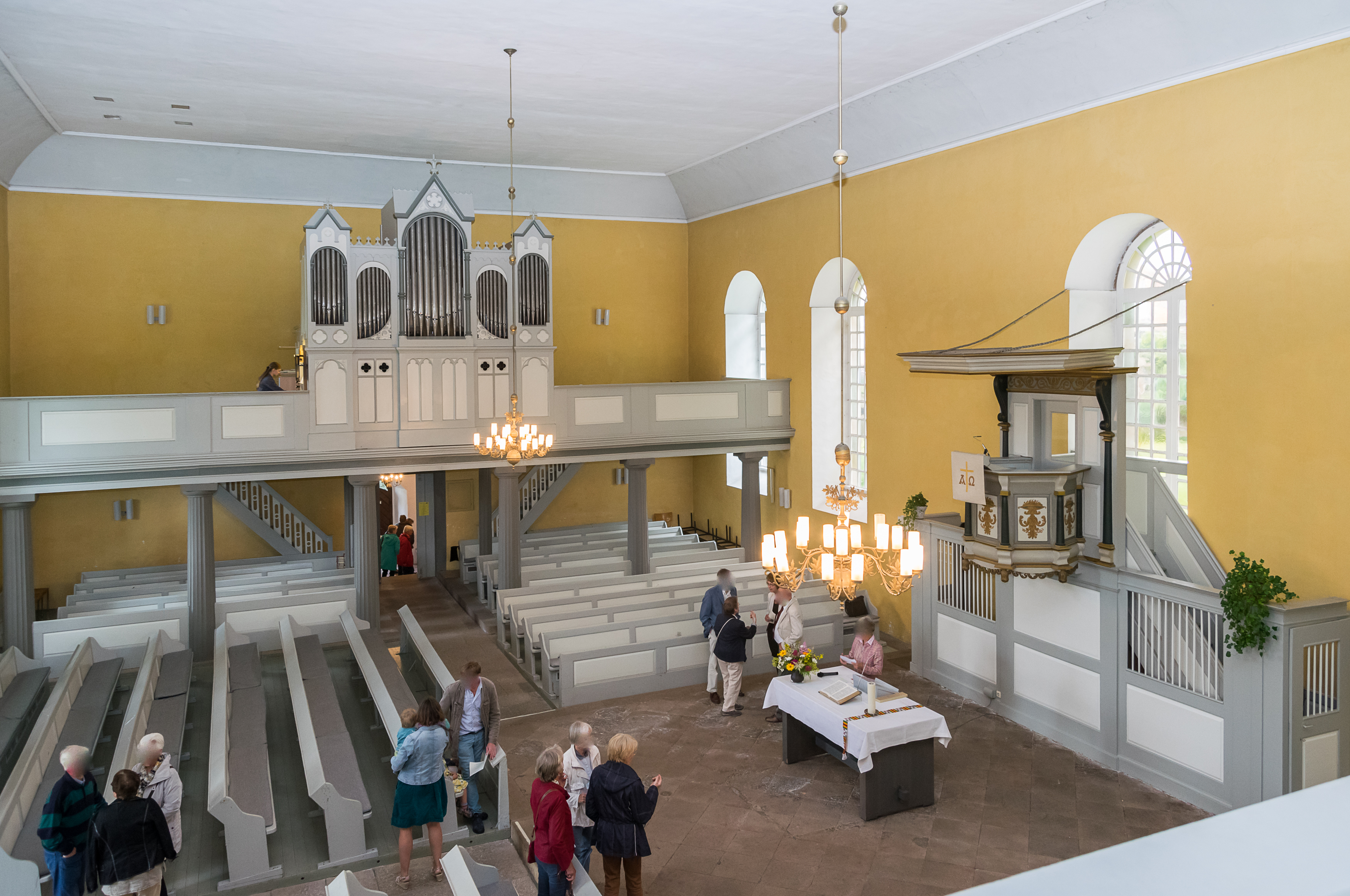
Innenraum von der Ostempore

Die Kirche ist ein rechteckiger, verputzter Saalbau mit Walmdach. Gewünscht war eine helle Kirche, daher befinden sich an der Nordseite fünf, an der Südseite vier und an der Ostseite zwei große Rundbogenfenster. Über dem Hauptportal an der Südseite ist ein halbrundes Fenster, an der Außenseite ein Dreiecksgiebel, darunter die Jahreszahl 1828.
Der Altarraum ist leicht erhöht. Der Altar von 1970 und die erhöhte Kanzel stehen vor dem mittleren Fenster der Nordwand. An der sechseckigen Kanzel sind die fünf sichtbaren Felder mit identischen Motiven ausgemalt. Diese Bemalung war zeitweise überdeckt gewesen und wurde bei einer Grundsanierung im Jahre 1959 wiederhergestellt. Auch die Wände erhielten seinerzeit ihren heutigen ockerfarbenen Anstrich, sie waren vorher dunkler gehalten. Die Westempore steht auf acht dorischen Säulen und trägt die Orgel, die gegenüberliegende Empore auf sechs Säulen bietet weiteres Gestühl für die Gemeinde. Rechts und links des Südportals hängen zwei Gedenktafeln von 1949 für die Opfer der Weltkriege, die im unteren Bereich ein Flachrelief tragen. Zwei Kronleuchter wurden 1892 von Wilhelmine Meierhenrich aus Wöhren gestiftet, sie wurden später elektrifiziert.
Der quadratische Turm an der Westseite ist etwa 50 Meter hoch und hat im unteren Bereich eine Wandstärke bis zu 180 cm. Im Turm befindet sich eine Steinplatte von 1694 mit dem Wappen der Familie Donop in Lüdershof. Sie trägt die Inschrift „Sehlig seint die Todten die in dem Heren sterben von nhun an. Ja der Geist spricht das sie ruhen von ihrer Arbeit.“ Vermutlich befand sich diese Platte an dem Eingang zur Gruft, die beim Neubau entfernt wurde.

### Orgel

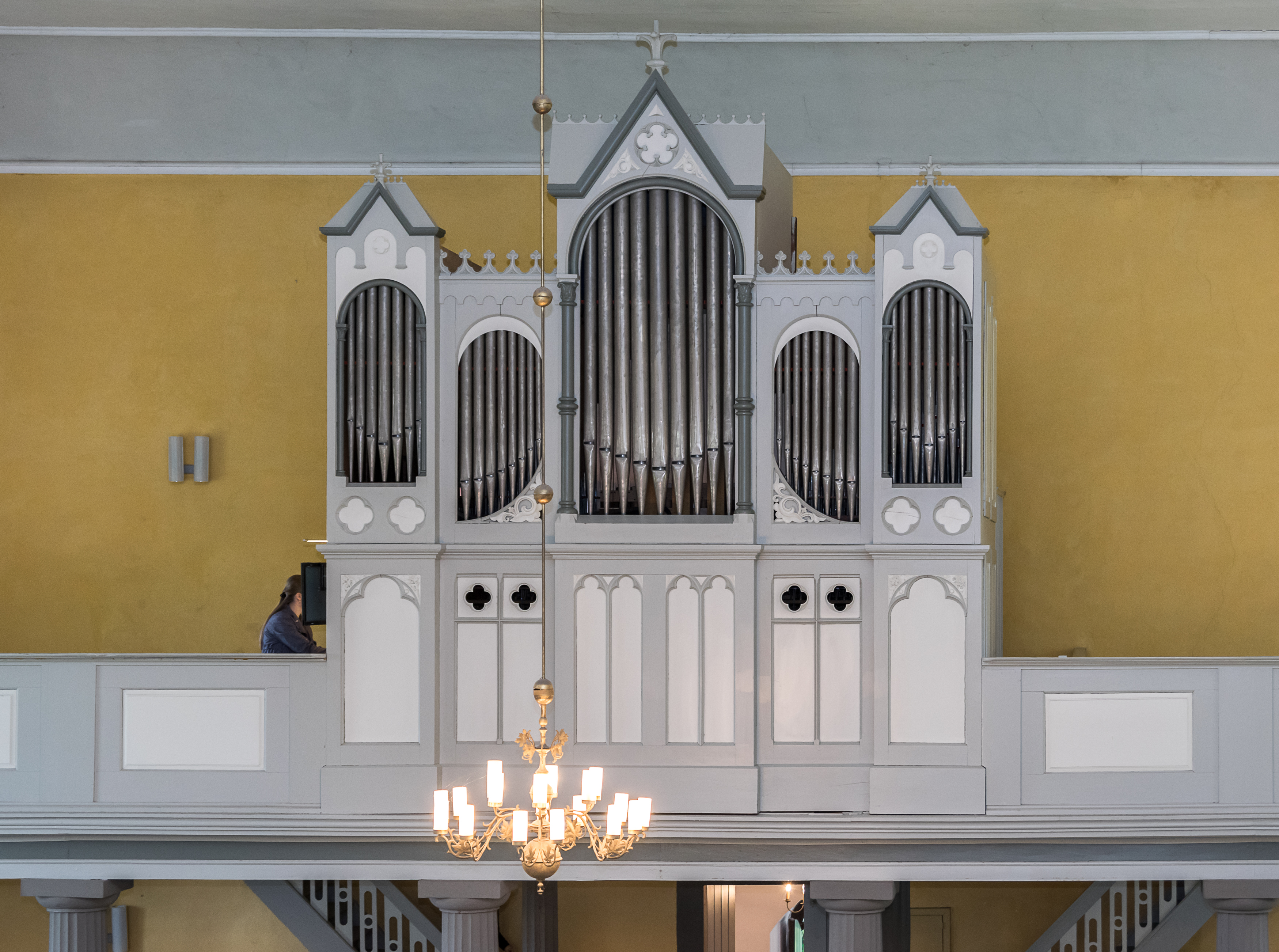
Randebrock-Orgel

In der Sankt-Johannes-Kirche gab es bereits um 1600 eine Orgel, eine Besonderheit in Lippe. Nach der Zerstörung und dem Wiederaufbau gab es hier 1672 ein neues Instrument. 1795 wurde für die Detmolder Erlöserkirche eine Orgel des Orgelbauers Johann-Markus Oestreich angeschafft. Offenbar war der Detmolder Kantor Anton Heinrich Pustkuchen derart beeindruckt von dem Instrument, dass er bei Oestreich drei weitere Orgeln mit jeweils 18 Registern in Auftrag gab, die in der lutherischen Kirche in Detmold (1805), in Cappel (1807) und in Schwalenberg (1814) aufgestellt wurden. Beim Kircheneinsturz wurde die Orgel schwer beschädigt und für 385 Taler repariert. Sie genügte aber schon bald nicht mehr den Ansprüchen der Gemeinde und erhielt vom Paderborner Orgelbaumeister August Randebrock eine vernichtende Beurteilung. Die heutige Orgel wurde 1865 oder 1868 durch Randebrock für 1257 Taler erstellt. 1975 erfolgte eine umfassende Restaurierung durch die Firma Gustav Steinmann Orgelbau aus Vlotho. Das Instrument erhielt eine neue mechanische Spiel- und Registertraktur, neue Schleifwindladen und eine Gehäuseabdeckung. Erhalten blieben dagegen das Gehäuse, der Spieltisch und das Pfeifenwerk.
Disposition:
| I Manual C–f3 |             |        |
| 1.            | Prinzipal   | 8′     |
| 2.            | Holzgedackt | 8′     |
| 3.            | Oktave      | 4′     |
| 4.            | Nasatquinte | 2 ⁄3′  |
| 5.            | Oktave      | 2′     |
| 6.            | Terz (ab g) | 1 3⁄5′ |
| 7.            | Mixtur IV   |        |

| II Nebenwerk C–f3 |               |       |
| 8.                | Rohrflöte     | 8′    |
| 9.                | Prinzipal     | 4′    |
| 10.               | Gedecktpommer | 4′    |
| 11.               | Waldflöte     | 2′    |
| 12.               | Quinte        | 1 ⁄3′ |

| Pedal C–d1 |               |     |
| 13.        | Subbass       | 16′ |
| 14.        | Holzprinzipal | 8′  |
| 15.        | Gedackt       | 4′  |
| 16.        | Weitprinzipal | 2′  |

- Koppeln: II/I, I/P, II/P

### Glocken

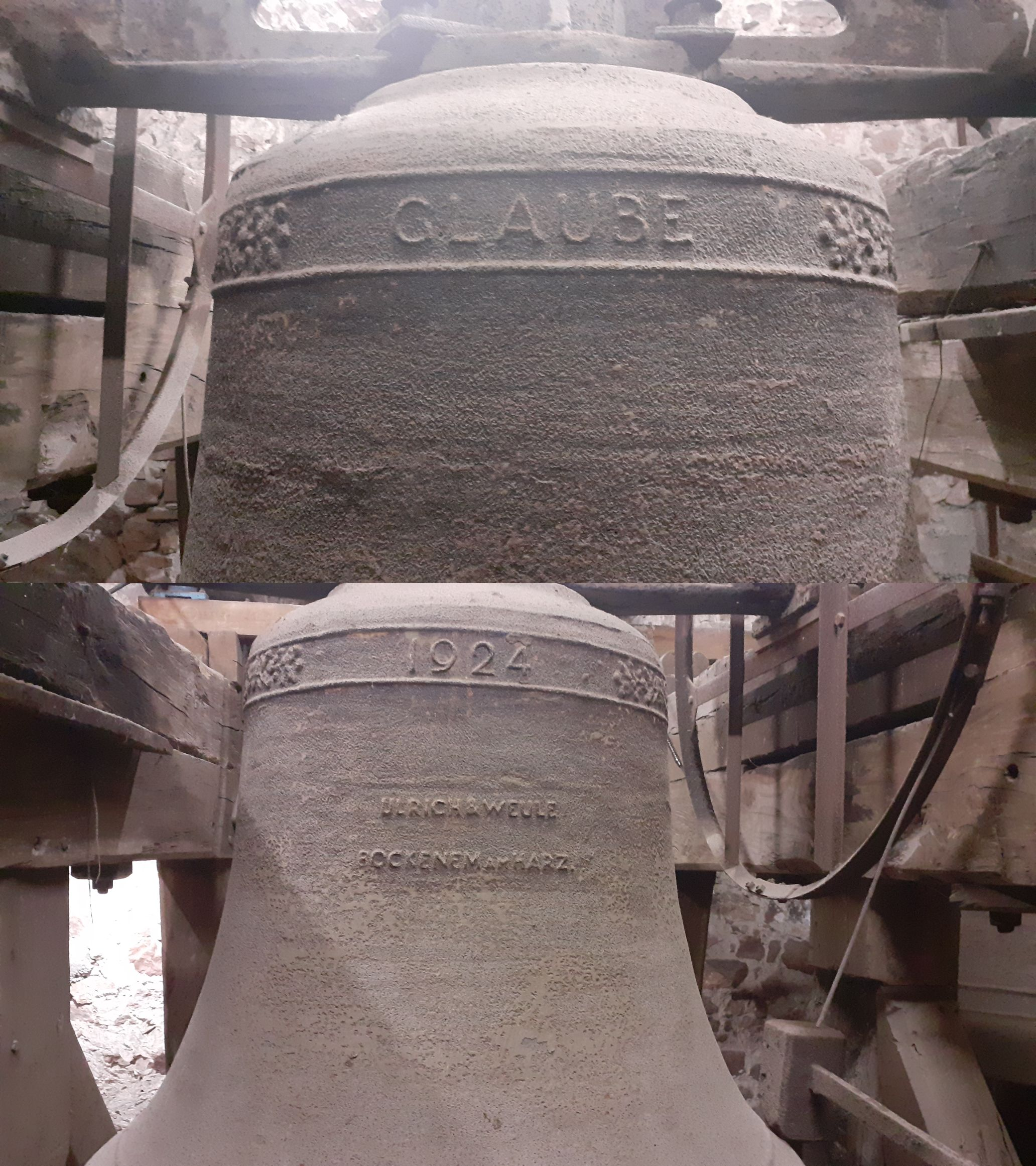
Gussstahlglocke 1924

Die ältesten überlieferten Glocken stammen aus den Jahren 1651 und 1666. Die Glocke von 1651 war von Christoph Kleimann aus Lemgo und trug die Inschrift „Marcus Fullenius zu Cappel. Hinrich Meier und Harmen Schäffer Kirchdechen. Jodocus Kruecke custus. Johann und Christopher Kleimanns Gebrüdere zu Lemgouw Anno 1651“. Die zweite, größere Glocke goss 1666 Claudius Bricon. Diese Glocke hatte die Inschrift „Ad honorem Dei sub ultimo comite ac domino Casimiro comite et nobili domino in Lippia haec campana a Claudio Bricon est fusa anno 1666. D. Marcus Fullenius pastor. Johann Wiemann Johann Culemann destionati ecclesia seniores“ („Zur Ehre Gottes ist unter dem letzten Grafen und Herren Casimir, dem Edlen Herrn zur Lippe, diese Glocke von Claudius Bricon gegossen worden im Jahre 1666. Markus Fullenius Pastor, Johnn Wiemann und Johann Kulemann, Kirchendechen“). Beide Glocken waren schließlich derart beschädigt, dass sie eingeschmolzen und 1891 Teil dreier neuer Bronzeglocken wurden. Diese trugen die Inschriften „Ehre sei Gott in der Höhe, Friede auf Erden und den Menschen ein Wohlgefallen. Friedrich König, Pastor. Karl Mädel, Küster. Friedrich Niemeyer, Friedrich Kuhlmann, Kirchendechen“, „O Land, Land, Land, höre des Herrn Wort. Bete und arbeite.“ sowie „Dienet dem Herren mit Freuden“.
Die Bronzeglocken wurden im Ersten Weltkrieg eingeschmolzen. Die Stundenglocke außen am Turm wurde nach dem Krieg auf dem Hamburger Glockenfriedhof aufgefunden und konnte zurückgeführt werden. Für die großen Glocken gab es ab 1921 als Ersatz drei Gussstahlglocken. Sie tragen die Inschriften Glaube, Hoffnung und Liebe. Weiterhin gibt es außen am Turm eine Viertelstundenglocke.